# Emlyn Hughes
Pour les articles homonymes, voir Hughes.
Emlyn Hughes OBE,  est un footballeur anglais, né le 28 août 1947 à Barrow-in-Furness et mort le 9 novembre 2004 à Sheffield. Évoluant au poste de défenseur, il se caractérise par un fighting spirit sans égal.

## Biographie
Emlyn Hughes passe la majeure partie de sa carrière sous les couleurs de Liverpool. Son enthousiasme, ses capacités et son imposante stature lui valurent le surnom de « Crazy Horse ».
Entre 1967, année où il fut engagé par Bill Shankly, et 1979, il joue 665 matchs pour les Reds et marqua 48 buts.
Il est le premier joueur de l'histoire du club à brandir la Coupe d'Europe, en 1977, après une finale dominée de bout en bout contre le Borussia Mönchengladbach (score final 3-1).
Il évolue également au sein des clubs de Blackpool FC, Wolverhampton Wanderers, Rotherham United, Hull City, Mansfield Town et Swansea City.
Sa carrière internationale est marquée par 59 sélections pour l'Angleterre.
Mort en novembre 2004, Emlyn Hughes fait partie du panthéon des légendes du club du Merseyside.

## Carrière
- 1965-1967 : Blackpool
- 1966-1979 : Liverpool FC
- 1979-1981 : Wolverhampton Wanderers
- 1981-1983 : Rotherham United
- 1982-1983 : Hull City
- 1983-1984 : Mansfield Town
- 1983-1984 : Swansea City[2],[3]

## Palmarès
- 62 sélections et 1 but avec l'Équipe d'Angleterre entre 1969 et 1980.
- Champion d'Angleterre : 1973, 1976, 1977, 1979 avec Liverpool FC
- Vainqueur de la Coupe d'Angleterre : 1974 avec Liverpool FC
- Vainqueur de la Coupe d'Europe des clubs champions : 1977, 1978 avec Liverpool FC
- Vainqueur de la Coupe UEFA : 1973, 1976 avec Liverpool FC
- Vainqueur de la Supercoupe de l'UEFA : 1977 avec Liverpool FC

## Jeu vidéo
Emlyn Hughes a donné son nom à un jeu vidéo de football, "Emlyn Hughes International Soccer", développé sur les ordinateurs Commodore Amiga, Amstrad CPC 6128 et ZX Spectrum en 1989.